# (8076) Foscarini
(8076) Foscarini ist ein Asteroid des äußeren Hauptgürtels, der am 15. September 1985 vom belgischen Astronomen Henri Debehogne am La-Silla-Observatorium (IAU-Code 809) der Europäischen Südsternwarte in Chile entdeckt wurde.
Der Asteroid wurde am 15. April 2014 nach dem italienischen Theologen und Astronomen Paolo Antonio Foscarini (1565–1616) benannt, der dem Karmeliterorden angehörte und 1615 ein Buch verfasste, in dem er die heliozentrische Lehre von Kopernikus verteidigte. Das Werk wurde am 5. März 1616 wie zuvor die Schriften von Kopernikus und Galileo Galilei auf den Index Librorum Prohibitorum gesetzt.
Der Himmelskörper gehört zur Themis-Familie, einer Gruppe von Asteroiden, die nach (24) Themis benannt wurde.